# Angemessene Wohnfläche
Die angemessene Wohnfläche ist ein Begriff aus dem deutschen Sozialrecht in Verbindung mit den Kosten der Unterkunft. Sie gab die Wohnfläche vor, für die im Regelfall einem Haushalt bzw. Bedarfsgemeinschaft die öffentliche Leistung wie zum Beispiel ALG-2 gewährt wird. Die Städte und Gemeinden in Deutschland werden abhängig vom jeweiligen Mietenniveau seit 1. Januar 2020 in sieben Mietenstufen eingeteilt.

## Bemessung der angemessenen Wohnfläche
Der Staat muss auf der einen Seite das menschenwürdige Existenzminimum garantieren, auf der anderen Seite nicht „jedwede Unterkunft“ im Falle einer Bedürftigkeit finanzieren und die Mietkosten nicht unbegrenzt erstatten. Die Höhe der Aufwendungen für die Unterkunft wird wesentlich durch die Wohnfläche bestimmt.
Bundesweit einheitliche Kriterien für die Berechnungen insbesondere hinsichtlich der Wohnfläche bestanden zunächst nicht. Orientierung boten neben § 22 SGB II die Nebennormen der Länder. Beispiele sind:
| Bundesland          | Nebennormen |
| ------------------- | --- |
| Bayern              | Ziffer 5.8 der Verwaltungsvorschriften zum Vollzug des Wohnungsbindungsrechts (VVWoBindR) Ziffer 20.2 der Wohnraumförderungsbestimmungen 2008 (WFB 2008) |
| Nordrhein-Westfalen | § 18 Gesetz zur Förderung und Nutzung von Wohnraum für das Land NRW (WFNG NRW) Ziffer 8.2 der Wohnraumnutzungsbestimmungen (WNB)                         |

Ab 1. Januar 2018 galten folgende Richtwerte in Wuppertal:
| Haushaltsgröße      | Angemessener Wohnraum | Angemessener Wohnraum |
| Haushaltsgröße      | Wohnräume             | Fläche                |
| ------------------- | --------------------- | --------------------- |
| 1 Person            | 1 Raum                | bis zu 50 m²          |
| 2 Personen          | 2 Räume               | bis zu 65 m²          |
| 3 Personen          | 3 Räume               | bis zu 80 m²          |
| 4 Personen          | 4 Räume               | bis zu 95 m²          |
| jede weitere Person | + 1 Raum              | + 15 m²               |

## Wohneigentum
Abweichend zu den Wohnungsgrößen bei Mietwohnungen gelten bei selbstgenutztem Wohneigentum separate angemessene Größen, bei denen es keiner Prüfung der Angemessenheit bedarf (Bundessozialgericht 2006). Dabei handelt es sich allerdings nicht um feste Werte; es kommt auf den Einzelfall an.
| Anzahl der im Haushalt lebenden Personen | Eigentumswohnung | Eigenheim |
| ---------------------------------------- | ---------------- | --------- |
| 1–2                                      | 80 m²            | 90 m²     |
| 3                                        | 100 m²           | 110 m²    |
| 4                                        | 120 m²           | 130 m²    |
| für jede weitere Person                  | + 20 m²          | + 20 m²   |

## Produkttheorie
Die Quadratmetermiete für Grundmiete und Nebenkosten ohne Heizung (sogenannte Bruttokaltmiete) darf die Sätze nicht übersteigen, die von den Kommunen bzw. Kreisen festgelegt wurden. Eigene Tabellen (Schlüssiges Konzept) lassen die jobcenter in regelmäßigen Abständen von beauftragten Unternehmen ermitteln – diese weichen oft erheblich von dem Mietspiegeln ab, die regelmäßig zwischen Kommunen, Mietervereinen und Vermietverbänden ausgehandelt werden.
Die angemessenen Aufwendungen für die Unterkunft waren nach der sogenannten Produkttheorie festzulegen, wonach nicht beide Faktoren (Wohnungsgröße, Wohnungsstandard – ausgedrückt durch Quadratmeterpreis) je für sich betrachtet angemessen sein müssen, solange jedenfalls das Produkt aus Wohnfläche (Quadratmeterzahl) und Standard (Mietpreis je Quadratmeter) eine insgesamt angemessene Wohnungsmiete (Referenzmiete) ergibt. Dadurch lässt sich die Gesamtangemessenheitsgrenze ermitteln.
Der Höchstbetrag für eine angemessene Bruttokaltmiete wurde zum Beispiel in Wuppertal als Produkt aus der individuell zu beanspruchenden Wohnungsgröße und dem Durchschnittsbetrag nach dem Mietpreisspiegel der Stadt und des aktuellen Betriebskostenspiegels NRW gebildet.

## Rechtsprechung
Das Schleswig-Holsteinische Landessozialgericht entschied 2011, dass Beziehern von Grundsicherungsleistungen nach dem SGB II auch die Anmietung von 25 m² kleinen Wohnungen „zumutbar“ sei.
In einem anderen Fall entschied das Bundessozialgericht 2012, dass es hinsichtlich der Angemessenheit bei den Unterkunftskosten auf die landesrechtlichen Bestimmungen des Wohnraumförderungsgesetzes (WNG) ankomme. Bei der Bestimmung der abstrakten Angemessenheit der Wohnungsgröße sei für einen Bezieher von ALG II in NRW von 50 m² für eine und von weiteren 15 m² für jede weitere Person in der Bedarfsgemeinschaft auszugehen. Es bestätigte somit seine Rechtsprechung aus dem Jahr 2009.
Das Sozialgericht Dortmund sprach 2010 einem Vater, dessen Kind regelmäßig zu Besuch kam, eine größere Wohnung zu. Das Sozialgericht Kiel sprach 2014 einem arbeitslosen Vater, welcher an 55 Tagen im Jahr sein Umgangsrecht mit seinen beiden Kindern ausübte, einen Anspruch auf eine größere Wohnung und damit auch höhere Leistungen für die Unterkunft zu. Kinder, die sich nicht ausschließlich, aber regelmäßig an den Wochenenden und während der Ferien im elterlichen Haushalt aufhalten, sind nach einer Entscheidung des Verwaltungsgerichts München 2017 unter bestimmten Voraussetzungen bei der Vormerkung auf eine größere Sozialwohnung zu berücksichtigen.
Eine zusätzliche Wohnfläche ist für Menschen mit Behinderungen zu gewähren, die wegen ihrer Behinderung oder Erkrankung auf einen zusätzlichen Raum oder zusätzliche Fläche angewiesen sind.